# Chiesa di Santa Maria del Riposo (Bracciano)
La chiesa di Santa Maria Del Riposo, anche nota come chiesa Madonna del Riposo, è un edificio di culto cattolico situato a Bracciano lungo Via del lago.

## Storia
Prima della edificazione della chiesa era presente una cappella trecentesca, chiamata "Santa Maria del Sasso", di cui una parte si presume che è stata inglobata all'interno della chiesa.
La chiesa fu costruita per volontà della famiglia Orsini, su progetto dell’architetto Giovanni Lippi. Probabilmente l'opera fu completata architettonicamente nel 1573 (anno della consacrazione), mentre quello pertinente la decorazione degli interni prosegue almeno fino al 1585.
Gli affreschi che decorano l'interno della chiesa sono vagamente attribuiti ai fratelli Taddeo e Federico Zuccari, ma è più probabile che siano stati realizzati dalla loro scuola; Taddeo Zuccari aveva lavorato alla decorazione di alcune sale del castello Orsini intorno al 1560.
Dal 1972 è la sede dell'Associazione Forum Clodii su concessione della Parrocchia di Santo Stefano Protomartire.

## Descrizione

### Interno
All'interno della chiesa sono presenti due cappelle, commissionate da due famiglie locali:
- A sinistra, viene rappresentata la Strage degli Innocenti
- A destra, viene rappresentata l'Assunzione della Vergine Maria (Commissionata dalla famiglia Pagnotta, di cui è presente lo stemma)

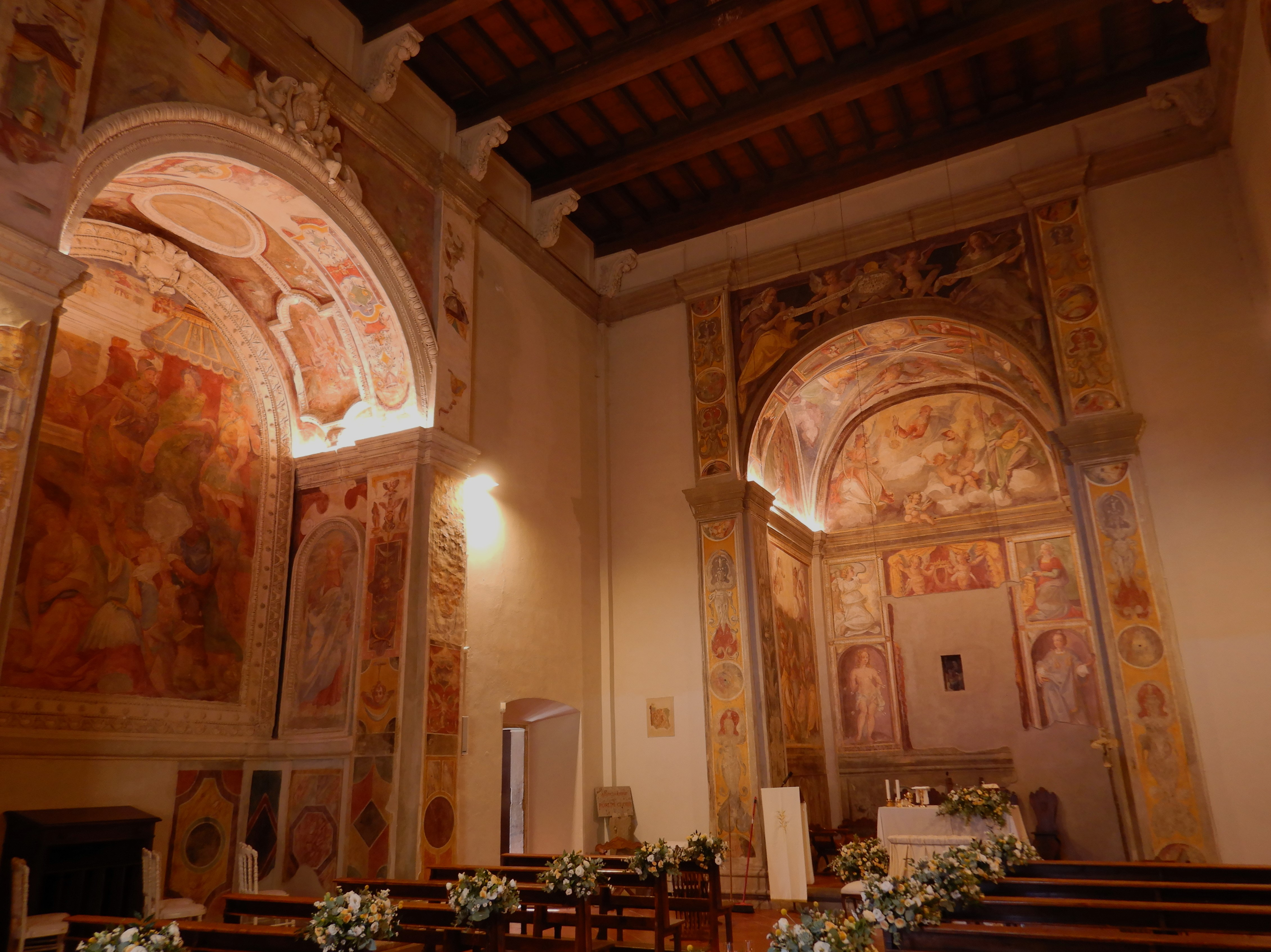
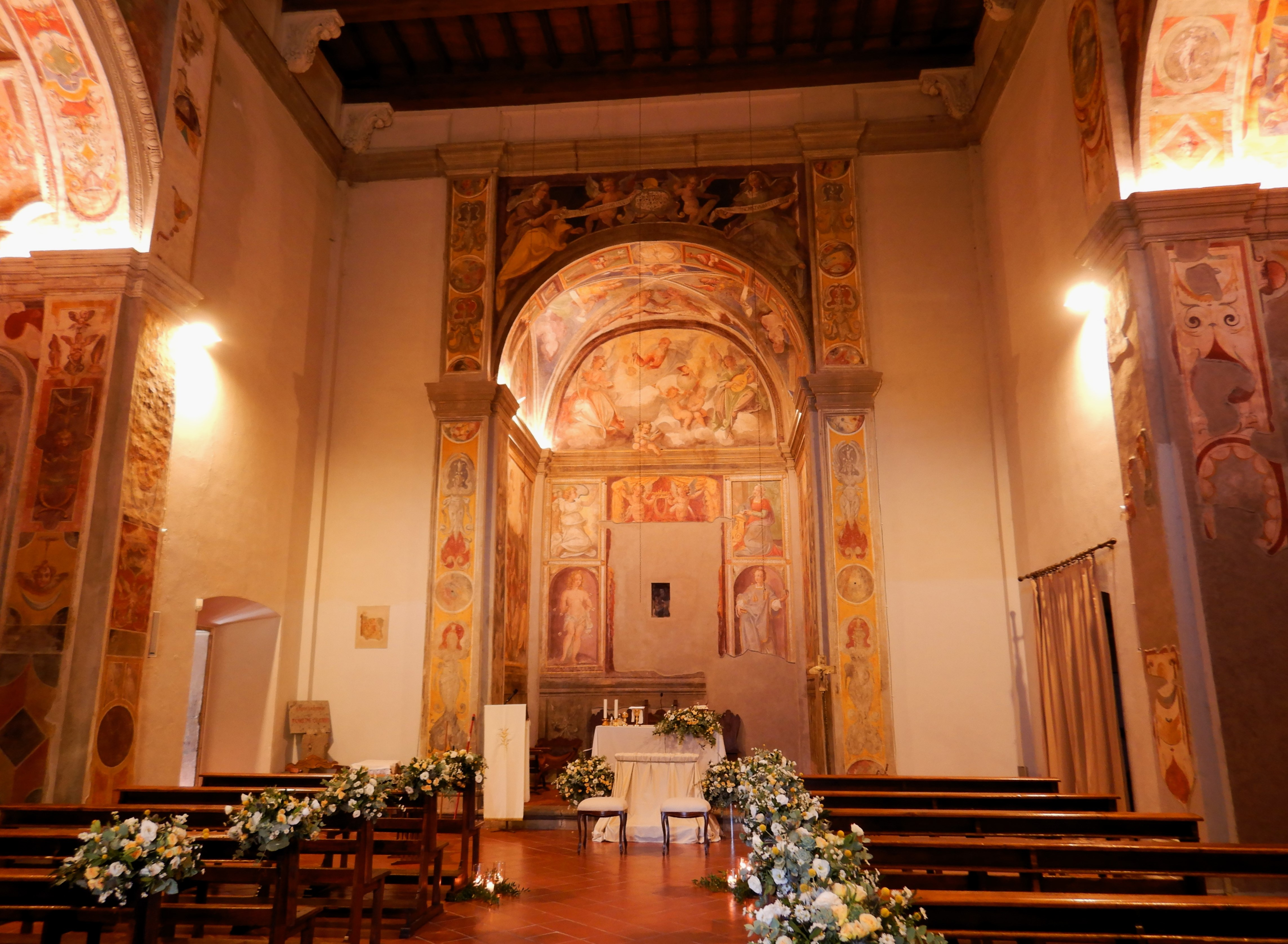